# Kadašman-Ḫarbe I.
Kadašman-Ḫarbe (Kadaschman-Charbe) war ein kassitischer König von Babylon, der 15. oder 16. König, nach der Chronik P ein Sohn des Kara-indaš. Aus seiner Regierungszeit sind Siege gegen die räuberischen Suti und die Befestigung von Birutu in Harhar belegt. Er war der Vater von Kuri-galzu I. und regierte um 1400 v. Chr.
Die babylonische Chronik P scheint Kadašman-Ḫarbe teilweise mit Kara-Hardaš, dem Sohn von Burna-buriaš II. und der assyrischen Prinzessin Muballitaṯ-Šerua, zu verwechseln.